# Canterbury
Canterbury je grad od 59.782 stanovnika na jugoistoku Engleske. Poznat je po svojoj katedrali koja je uvrštena 1998. na popis mjesta svjetske baštine u Europi.